# Gretsch-Unitas

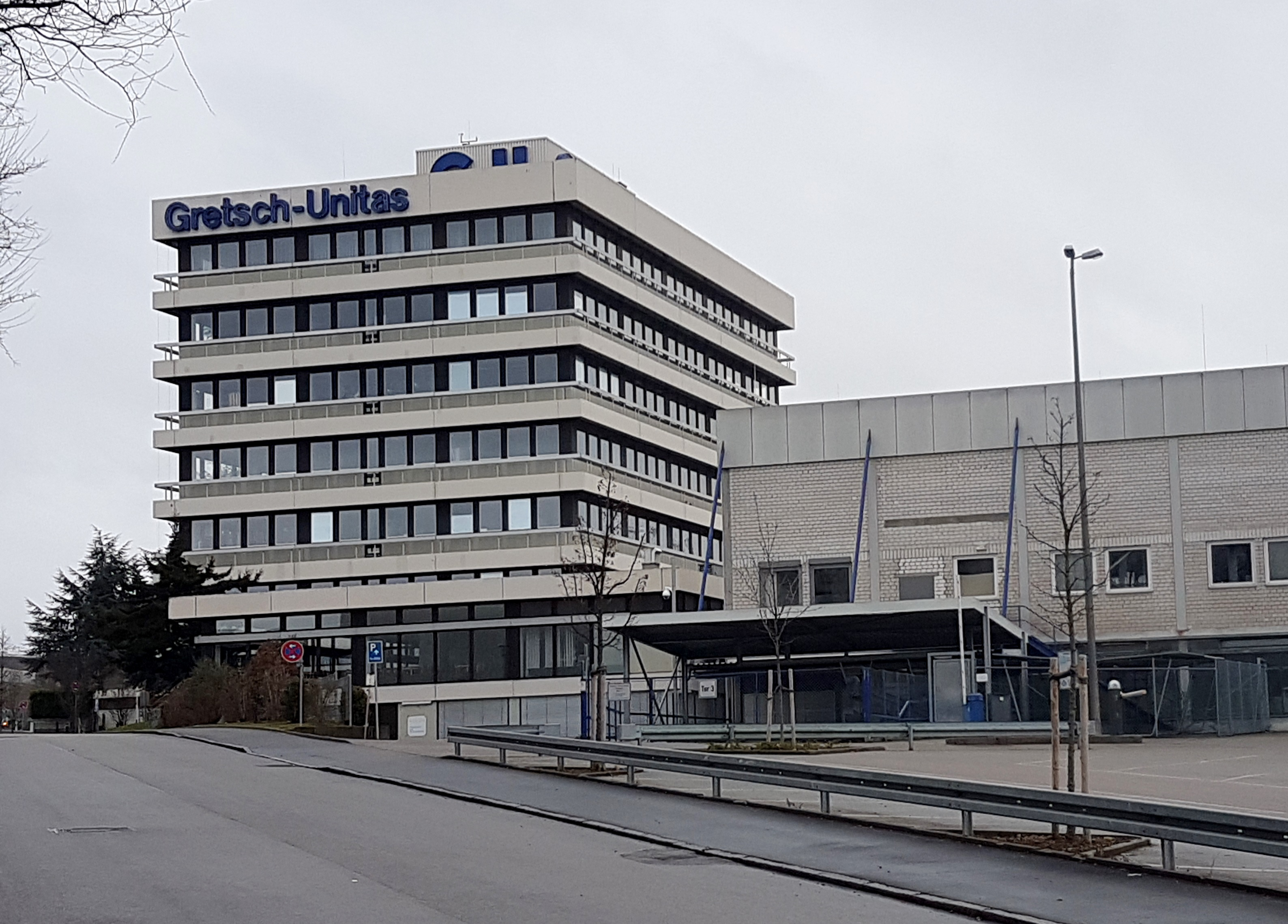
Verwaltungsgebäude in Ditzingen

Die Gretsch-Unitas GmbH ist ein deutsches Unternehmen mit Sitz in Ditzingen, das auf die Entwicklung und Herstellung von Baubeschlägen sowie Systemlösungen für Fenster, Türen und Sicherheitstechnik spezialisiert ist. Die Unternehmensgruppe gehört laut Branchenanalysen zu den führenden Anbietern auf dem europäischen Markt für Tür- und Fenstertechnik.

## Geschichte

### Gründung und frühe Jahre
Das Unternehmen wurde 1907 von Viktor Gretsch gegründet. In dieser Zeit ließ er die Hermann Gretsch GmbH sowie die Unitas Metallwarenfabrik beim Amtsgericht Stuttgart-Feuerbach ins Handelsregister eintragen. Die ersten Produkte umfassten Fensterfeststeller, kleinere Baubeschläge und sogenannte Schnurzugoberlichter.
1910 trat Johann Maus als Gesellschafter und Geschäftsführer in das Unternehmen ein. Bis 1914 wuchs die Belegschaft auf rund 80 Personen, und erste internationale Handelsbeziehungen wurden aufgebaut. Ab diesem Zeitpunkt firmierte das Unternehmen unter dem Namen Gretsch-Unitas GmbH.

### Zwischenkriegszeit
Nach dem Ersten Weltkrieg begann 1919 der Wiederaufbau mit 35 Mitarbeitenden. In den folgenden Jahren wurde das Produktsortiment unter anderem durch AERO-Ventilationen erweitert. In den 1920er-Jahren etablierte sich die Marke GU auf dem europäischen Markt. Zwischen 1919 und 1933 meldete das Unternehmen rund 120 Patente an.
Nach dem Tod von Viktor Gretsch im Jahr 1933 übernahm Johann Maus dessen Anteile. In den Folgejahren traten seine Söhne Julius (1935) und Hans Maus (1941) in das Unternehmen ein.

### Zweiter Weltkrieg und Nachkriegszeit
Während des Zweiten Weltkriegs war das Unternehmen zur Produktion kriegsrelevanter Güter verpflichtet. Nach Kriegsende 1945 konnte die Fertigung des ursprünglichen Sortiments zunächst nur eingeschränkt wieder aufgenommen werden. Die wirtschaftliche Lage stabilisierte sich erst nach der Währungsreform von 1948.

### Wirtschaftswunder und Technologisierung
In den 1950er- und 1960er-Jahren führten Julius und Hans Maus das Unternehmen weiter. Nach dem Tod von Johann Maus übernahm zunächst dessen Ehefrau Hansy Maus 1955 die Geschäftsführung. Ab 1958 wurden ihre Söhne offiziell zu Geschäftsführern bestellt. Julius Maus von Resch war für die technische Entwicklung verantwortlich, Hans Maus übernahm die kaufmännische Leitung.
Ab den 1960er-Jahren wurde schrittweise elektronische Datenverarbeitung eingeführt. In Ditzingen entstanden neue Werke: Werk II (1953) und Werk I (1967). Der Umzug des Unternehmenssitzes von Stuttgart nach Ditzingen wurde 1973 abgeschlossen.

### Expansion seit den 1970er-Jahren
Ab 1975 führte Julius Maus von Resch das Unternehmen als allein zeichnungsberechtigter Geschäftsführer. In dieser Zeit wurden mehrere Gesellschaften übernommen, darunter der französische Fensterbeschlaghersteller Ferco (1975–1977).
1981 entstand aus der internen IT-Abteilung die AGENA GmbH. 1982 erfolgte eine organisatorische Umstrukturierung, bei der Dach- und Produktionsgesellschaft getrennt wurden.
Mit der Übernahme der BKS GmbH in Velbert (1983) sowie weiterer Unternehmen wie ATS (2001, heute GU Automatic GmbH) und Ela Soft GmbH (2004) erweiterte GU seine Aktivitäten auf automatische Türsysteme und Softwarelösungen im Gebäudemanagement.
1982 trat Julius von Resch, Sohn von Julius Maus von Resch, in die Unternehmensführung ein. 1990 folgte sein Bruder Michael. Im Jahr 2023 übernahm Michael von Resch nach dem Tod seines Bruders die alleinige Geschäftsführung.

## Unternehmen der GU-Gruppe
Die Unternehmensgruppe umfasst heute rund 90 Vertriebs- und Produktionsgesellschaften in etwa 40 Ländern. Das Europäische Patentamt listet 920 Patentanmeldungen für die GU-Gruppe.

### Gretsch-Unitas GmbH
Die Gretsch-Unitas GmbH mit Sitz in Ditzingen ist die Dachgesellschaft der GU-Gruppe. Am Standort befinden sich Entwicklung, Verwaltung, Logistik sowie die Produktion von Tür- und Fensterbeschlägen.

### BKS GmbH
Die BKS GmbH mit Sitz in Velbert fertigt mechanische und elektronische Schließzylinder, Schlösser, Schließ- und Zutrittskontrollsysteme sowie Panikschlösser für Flucht- und Rettungswege. Das Unternehmen beschäftigte 2008 rund 650 Mitarbeiter und gehört seit 1983 zur GU-Gruppe.

### GU Automatic GmbH
Die GU Automatic GmbH mit Sitz in Rietberg wurde 1977 gegründet und gehört seit 2001 zur GU-Gruppe. Das Unternehmen stellt automatische Eingangssysteme und Türautomatiksysteme her, darunter Karusselltüren, Glasschiebewände, Sicherheitsrundschleusen und Personenvereinzelungstechnik.

### Ferco International S.A.S.
Die Tochtergesellschaft Ferco International S.A.S. wurde 1934 gegründet und hat ihren Sitz in Réding, Frankreich. Dort werden Fensterbeschläge gefertigt und der Vertrieb der Gretsch-Unitas-Produkte in Frankreich organisiert.

### GU BKS Service GmbH
Die GU BKS Service GmbH wurde zum 1. Januar 2023 gegründet. Ziel ist die Bündelung der Servicekompetenzen der Marken GU, BKS und GU Automatic. Das Unternehmen bietet Dienstleistungen in den Bereichen Planung, Installation und Instandhaltung sicherheits- und automatisierungstechnischer Systeme an Gebäuden. Dieser Text:

## Produkte und Technologien
Gretsch‑Unitas bietet ein Sortiment von über 30.000 verkaufsfähigen Artikeln. Dazu gehören:
- Fenster‑ und Türbeschläge
- Schlösser und Schließzylinder
- Zutrittskontrollsysteme (mechanisch und elektronisch)
- Flucht‑ und Rettungswegsysteme
- Automatische Türsysteme
- Gebäudemanagementlösungen
- Dienstleistungen im Bereich Installation und Wartung

Seit den 1920er‑Jahren entwickelt das Unternehmen Systeme für Schiebeelemente, insbesondere Hebeschiebe‑Beschläge. Ein erstes Patent wurde 1958 eingetragen. Spätere Innovationen umfassen thermisch getrennte Bodenschwellen (ab 2000), elektrische Antriebssysteme (ab 2005) und bodenbündige Ausführungen zur Verbesserung der Barrierefreiheit.
Im Jahr 1979 begann die Produktion der Mehrfachverriegelungssysteme GU SECURY, die für verschiedene Türmaterialien verfügbar sind und in manueller wie automatischer Ausführung angeboten werden.